# Дог-шоу «Я и моя собака»
Дог-шоу «Я и моя собака» — телеигра с участием собак. Ведущий — Михаил Ширвиндт, сын Александра Ширвиндта.
Программа изначально выходила на НТВ, с 16 апреля 1995 по 30 июня 2002 года. В сентябре 2002 года (спустя год после смены собственника НТВ) перешла на «Первый канал», где выходила с 15 сентября 2002 по 28 августа 2005 года по воскресеньям утром или днём с повтором в понедельник в дневной сетке. В августе 2005 года телешоу закрыто в связи с изменением концепции вещания «Первого канала».

## О программе
Идея программы принадлежит Михаилу Ширвиндту, поэту Александру Коняшову и режиссёру-документалисту Надежде Хворовой. Больше года авторы пытались найти телекомпанию для производства передачи, которой в итоге стала «REN-TV». Основатель телекомпании Ирена Лесневская выделила съёмочную группу, аппаратуру и помещение. Отснятый пилотный выпуск был признан неудачным, однако Лесневская дала разрешение на дальнейшие съёмки передачи.
В программе принимали участие хозяева и их собаки. Они вместе участвовали в конкурсах, вместе преодолевали препятствия, отвечали на вопросы и получали призы. Основной девиз «Дог-шоу»: «Если чего-то не может сделать собака, за неё это может сделать хозяин, — и наоборот». В шоу мог принять участие любой человек, воспитывающий собаку. Конкурсы оценивало жюри, в состав которого обычно входили артисты театра и кино, популярные эстрадные исполнители, поэты, композиторы, писатели, режиссёры.
Спустя два года Михаил Ширвиндт покинул «REN-TV», после чего с 31 декабря 1996 года выход передачи был временно приостановлен. Затем, с 1 марта 1997 года, передача стала производиться основанной им независимой телекомпанией «Живые новости». Выпуски производства REN-TV в течение второй половины 1996 года также транслировались на подконтрольном телекомпании местном телеканале «М-49», к тому времени представлявшим собой фактически тестовое вещание будущего телеканала «REN-TV». В 1997 и 2002 годах выпуски 1995—1996 годов транслировались в повторах уже на канале REN-TV, в том числе и в рамках празднования 10-летия со дня основания телекомпании и пятилетия телеканала.
После захвата телекомпании НТВ в апреле 2001 года программа ещё продолжала выходить со свежими выпусками, а с 11 июня по 8 сентября 2001 года на время летнего отпуска шли повторы старых выпусков. Осенью 2001 года авторы программы решили сменить концепцию в связи с переездом в новую студию. Дворик для выгуливания собак преобразился в элитный собачий клуб, сменился и имидж ведущего, ставшего хозяином этого клуба. Но по-прежнему вход в студию был открыт для всех без исключения. Также в студии появился духовой оркестр Moscow Ragtime Band.
В сентябре 2002 года программа вместе с передачей «Путешествия натуралиста» переехала на «Первый канал». Однако стиль студии и графическое оформление остались прежними. Основными причинами перехода программы с НТВ на «Первый канал» стали падение рейтингов передачи на четвёртой кнопке, сложные отношения с менеджментом Бориса Йордана и ограниченность зоны вещания канала НТВ; к тому же «Первый канал» давно проявлял к передаче интерес. По словам Ширвиндта, после перехода на первую кнопку рейтинг программы резко вырос и стал сопоставим с аналогичным у сериалов, при том, что она шла в утреннее или дневное время.
В 2004 году телеканал НТВ хотел переманить «Дог-шоу» обратно к себе, однако этого так и не произошло. Программа окончательно прекратила существование в августе 2005 года. В 2008 году планировалось возобновление программы на телеканале «Культура», но это не было осуществлено. В 2013—2014 годах Михаил Ширвиндт в очередной раз планировал возродить «Дог-шоу» с более молодым ведущим, но ни один канал не принял эту задумку.

## Правила телешоу
В игре принимают участие три человека вместе со своими собаками. Игра состоит из трёх конкурсов. Первый конкурс называется «Домашнее задание». В этом конкурсе участники вместе со своими питомцами должны продемонстрировать заранее подготовленные номера. Второй конкурс называется «Собачьи вопросы». В этом конкурсе участникам необходимо ответить на три вопроса, каждый из которых имеет отношение к собакам. Каждый вопрос имеет три варианта ответа. Ведущий задает вопрос, по очереди опрашивая каждого участника узнает какой вариант ответа по мнению каждого участника является правильным, и затем объявляет правильный ответ. Последний конкурс программы называется «Необыкновенный кросс». В этом конкурсе участникам и их собакам необходимо преодолеть препятствия, которые появляются на сцене. По окончании каждого конкурса жюри выставляет оценки каждому участнику по пятибалльной шкале.
По завершении всей программы определяется победитель. Победителем считается участник, набравший наибольшее количество очков. Победитель награждается призами, затем на сцену выносится «кресло победителя» и звучит гимн передачи «Если хозяин с тобой».

## Награды
- Неоднократно номинировалась на «ТЭФИ» (1996 — лучшая программа для детей, 1997 — лучший ведущий, 1998 лучшая развлекательная программа и лучший ведущий, 2002 — лучшая детская программа)[20]
- Диплом Международного фестиваля телепрограмм для детей и юношества.